# Col d’Izoard

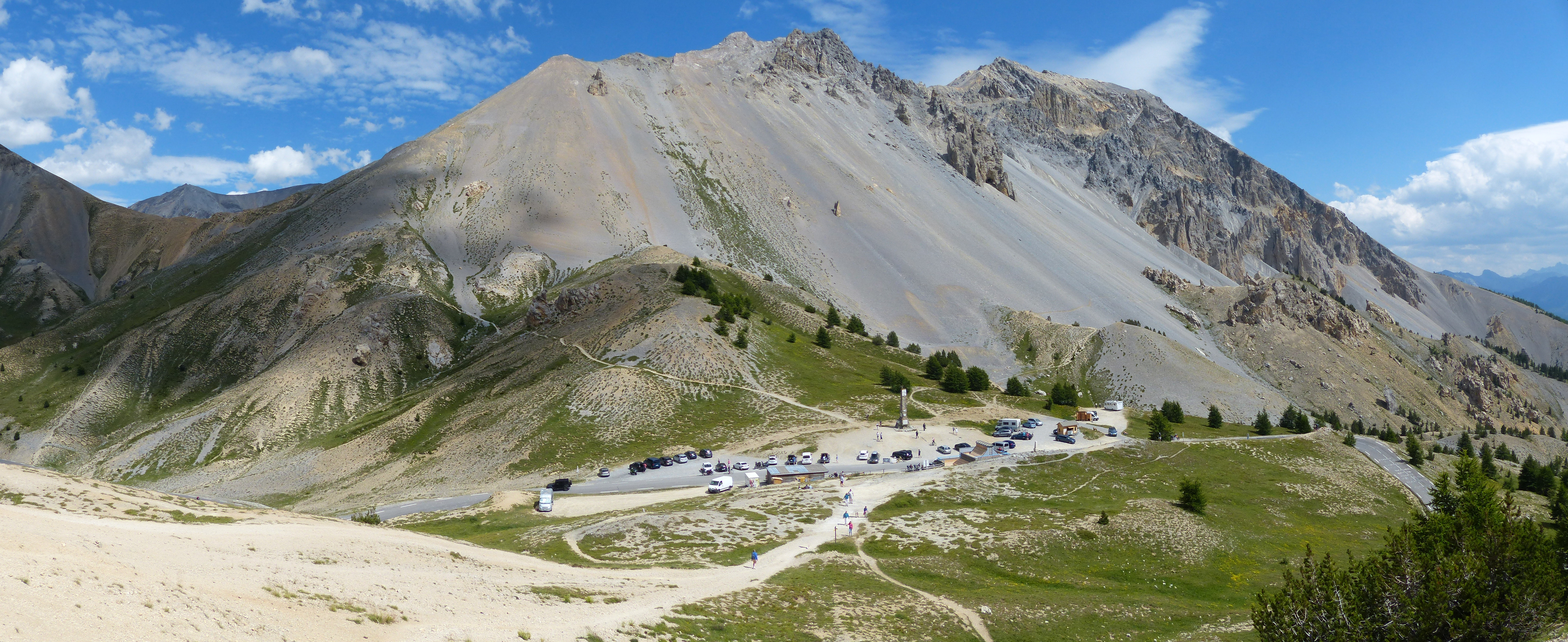
Col d'Izoard. Po prawej skłon południowy, zwany Casse Déserte

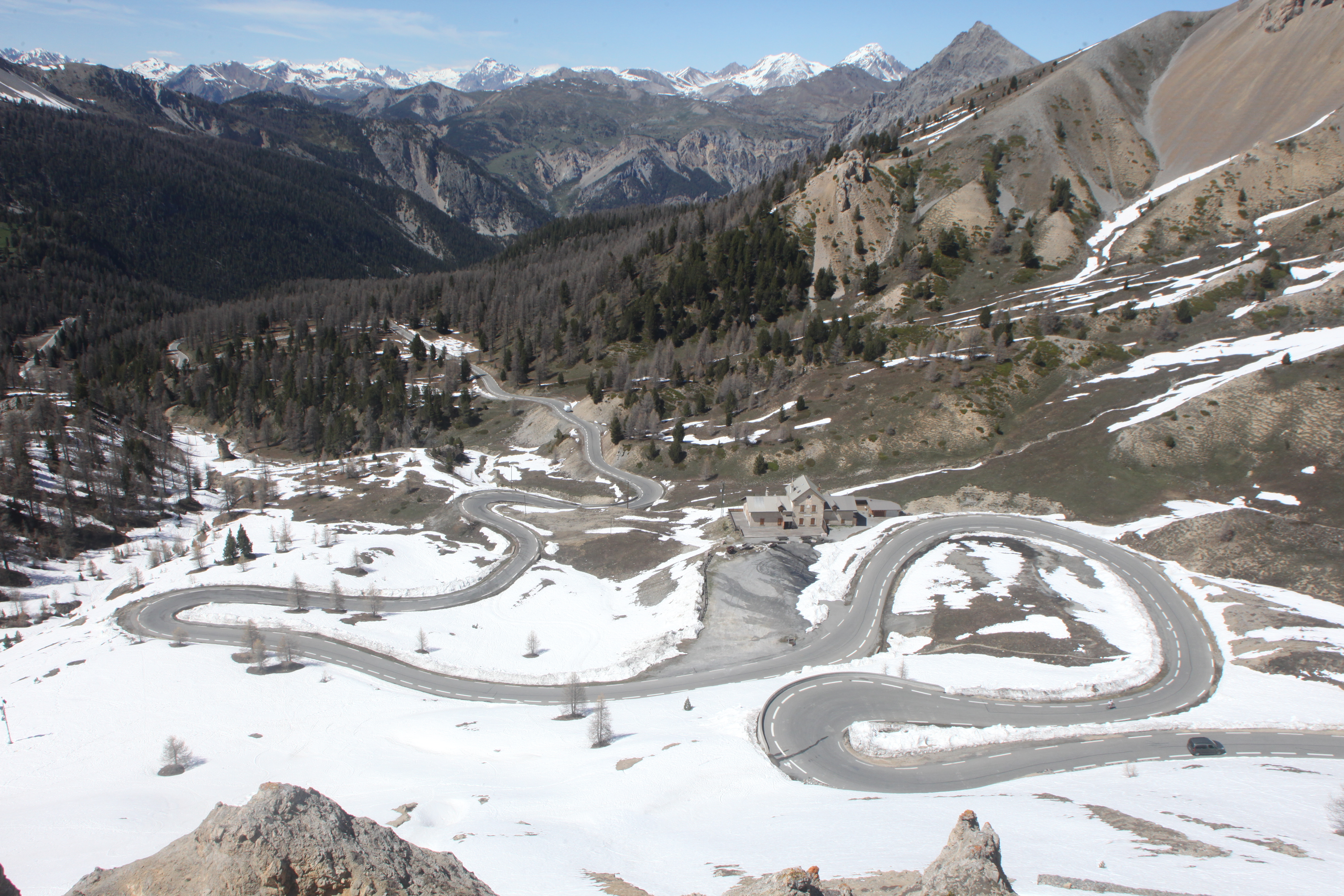
Col d'Izoard, skłon północny (w centrum „schronisko Napoleona”)

Col d’Izoard (2360 m n.p.m.) – jedna z wyższych przejezdnych przełęczy alpejskich we francuskich Alpach Kotyjskich, części Alpach Zachodnich, w departamencie Alpy Wysokie.

## Położenie
Znajduje się w bocznym grzbiecie Alp Kotyjskich, odchodzącym od głównego grzbietu Alp w kierunku zachodnim. Leży pomiędzy masywem najwyższego lokalnie szczytu, Grand Pic de Rochebrune (3324 m n.p.m., na wschodzie) i masywem Pic de Beaudois (2833 m n.p.m., na zachodzie).
Przełęcz oddziela od głównego grzbietu wododziałowego Alp rozległą grupę górską, wypełniającą obszar między dolinami Durance (na zachodzie) oraz jej dopływów: Cerveyrette (na północy) i Guil (na południu).

## Charakterystyka
Przełęcz ma formę dość szerokiego, kamienisto-trawiastego siodła, wciętego w generalnie skalisty grzbiet. Oba stoki są strome, kamieniste. Stok południowy, mocno nasłoneczniony, wyjątkowo suchy i w znacznej części pozbawiony roślinności, nosi nazwę Casse Déserte.
W kierunku północnym spływa spod przełęczy drobny ciek wodny, lewobrzeżny dopływ Cerveyrette, natomiast w kierunku południowym - Torrent de la Rivière, dopływ Guil.

## Droga przez przełęcz
Pierwotnie przez przełęcz biegła jedynie górska ścieżka, używana przez pasterzy. Z czasem stała się ona dostępna dla podróżujących konno lub na mułach. Droga jezdna została zbudowana na początku lat 90. XIX w. jako strategiczna droga wojskowa i oddana do użytkowania w 1893 r. Łączy region Briançonnais na północy z regionem Queyras na południu. Obecnie funkcjonuje jako droga nr D 902, łącząc Briançon na północy z Château-Ville-Vieille na południu. Pod względem połączenia drogowego ma ona małe znaczenie, gdyż droga wiodąca przez dolinę Durance jest krótsza i lepiej zbudowana.
Przejazd przez przełęcz jest zamknięty w sezonie zimowym, tj. od listopada do początku czerwca. Droga utrzymywana jest jedynie do przysiółka le Laus (gmina Cervières) po stronie północnej oraz do przysiółka Brunissard (gmina Arvieux) po stronie południowej.

## Obiekty na przełęczy
W siodle przełęczy w 1934 r. ustawiono obelisk, upamiętniający 50-lecie budowy drogi. Naprzeciwko niego znajduje się niewielkie muzeum wyścigu kolarskiego Tour de France oraz wybudowany w 1989 r. punkt odpoczynkowy dla rowerzystów. Na siodle miejsca parkingowe dla samochodów.

## Schronisko Napoleona
Tuż pod przełęczą, po jej północnej stronie, na wysokości 2290 m n.p.m. znajduje się jedno z tzw. schronisk Napoleona (fr. refuge Napoléon), zbudowanych w 1858 r. na mocy testamentu Napoleona Bonaparte. Obiekt działa do dziś, oferując kilka pokoi noclegowych i restaurację. Przeznaczony pierwotnie dla podróżnych, jest obecnie wykorzystywany głównie przez turystów. Jest czynny od początku czerwca do końca września oraz od połowy grudnia do końca marca.

## Przełęcz w dziejach Tour de France
Przełęcz regularnie pojawia się na trasie Tour de France. Jest na niej wówczas z reguły ustanawina premia górska. Przy podjeździe pod przełęcz od strony południowej, po lewej stronie szosy, umieszczona jest tablica, poświęcona pamięci wybitnych cyklistów, Louisona Bobeta i Fausto Copiego, zwycięzców premii na przełęczy w latach 1949-1954.

## Galeria

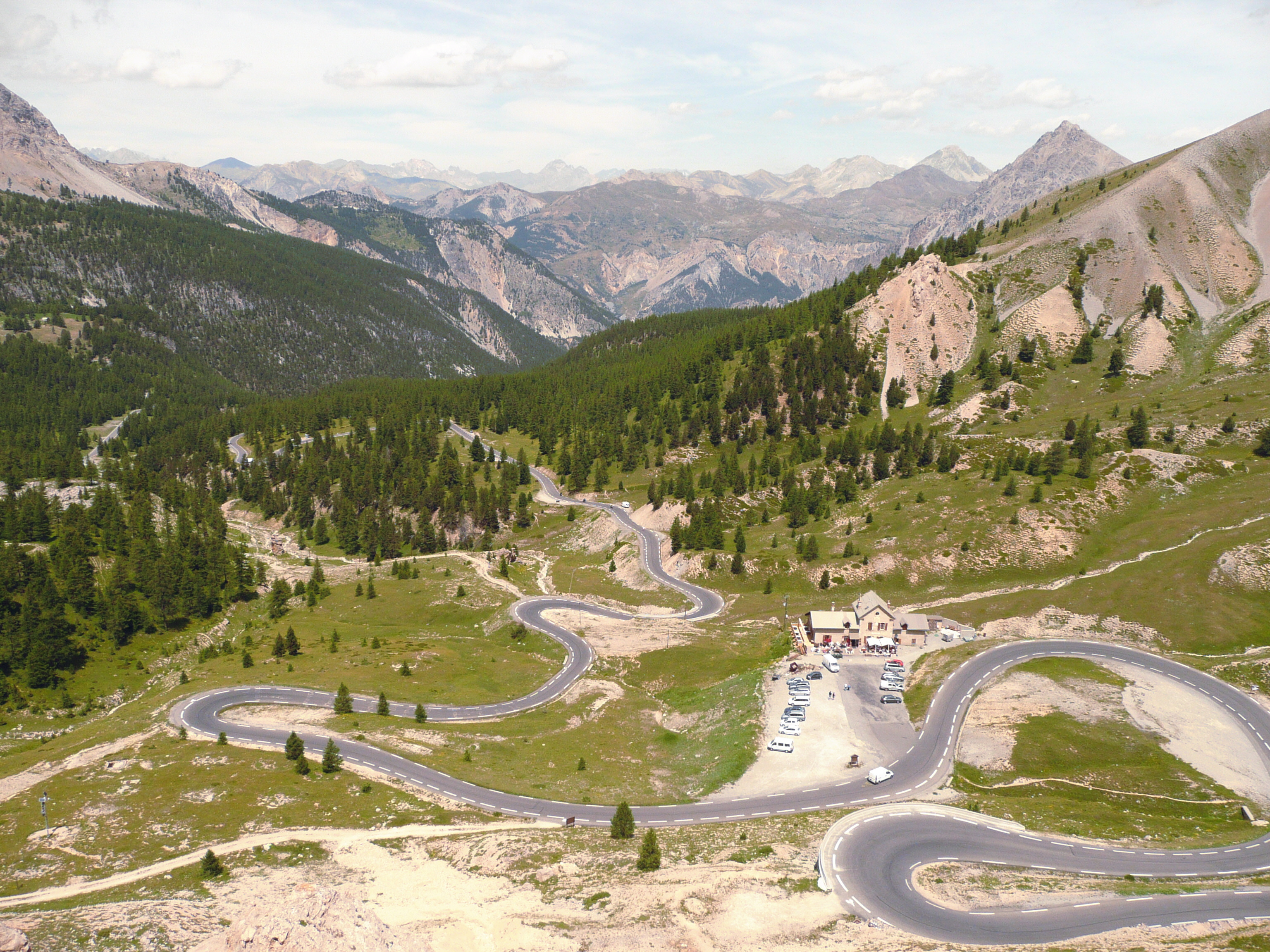
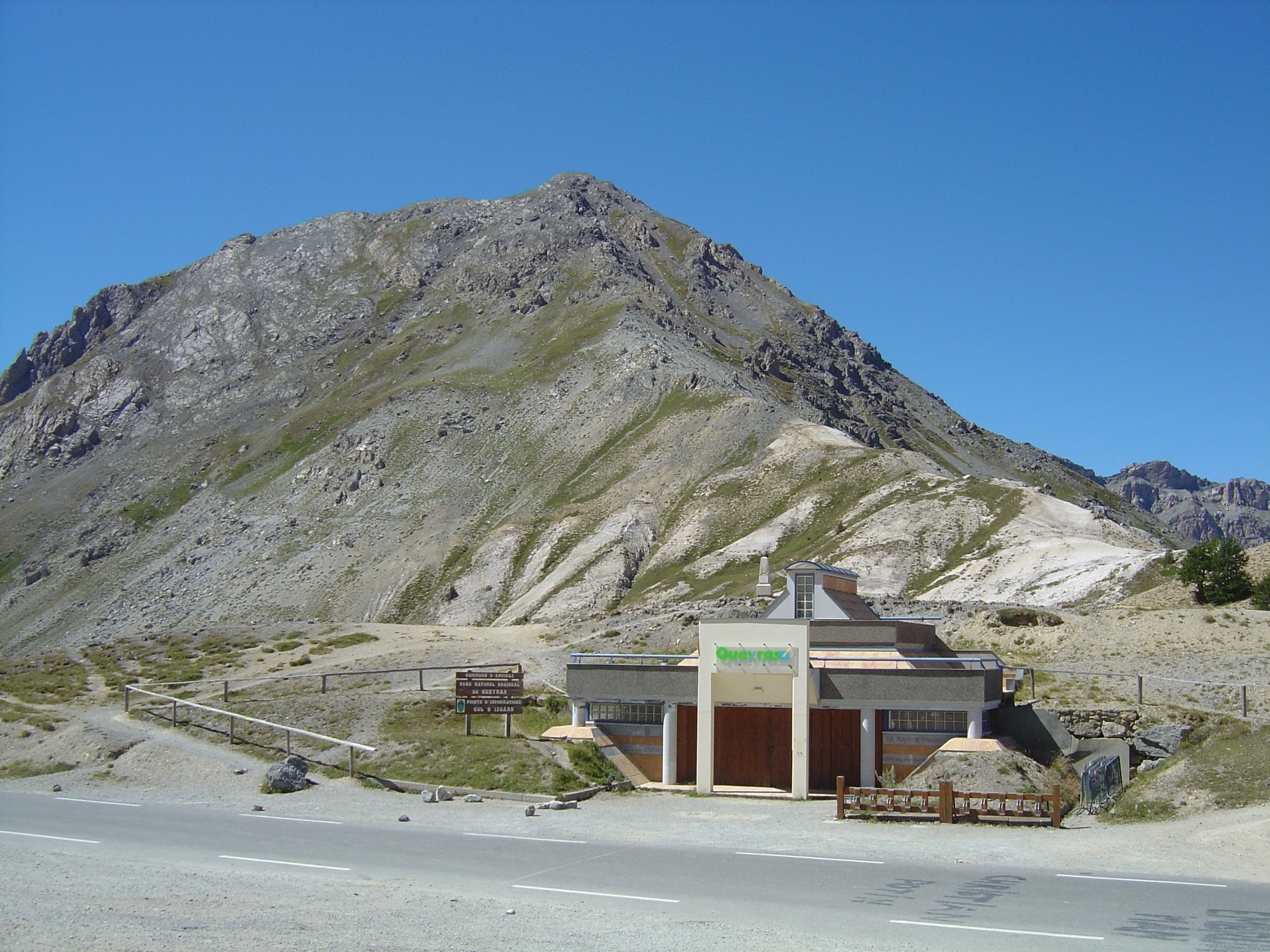
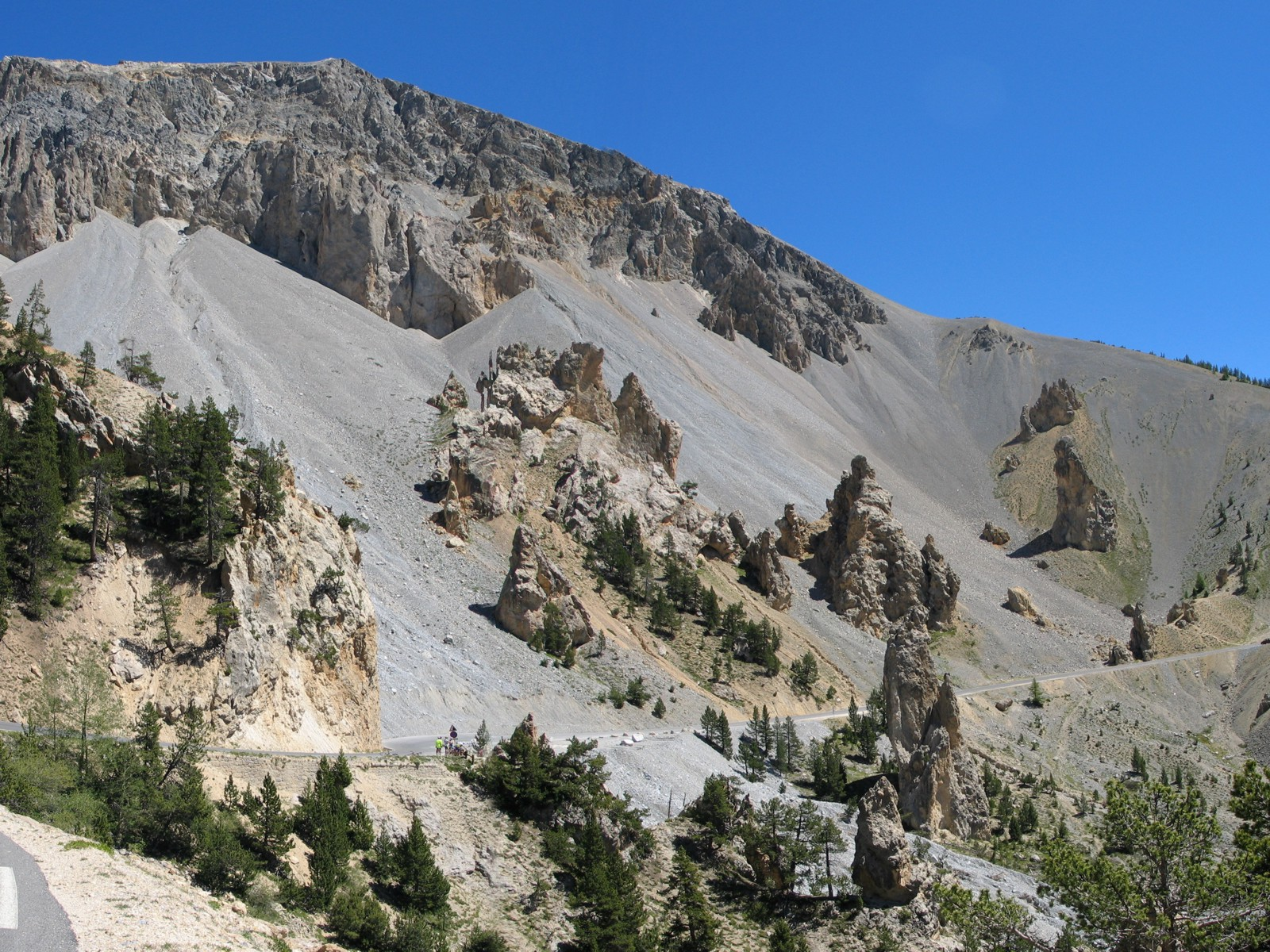

### Zwycięzcy premii górskich Tour de France na przełęczy Izoard
| Rok  | Zawodnik                | Kraj       |
| ---- | ----------------------- | ---------- |
| 2006 | Stefano Garzelli        | Włochy     |
| 2003 | Aitor Garmendia Arbilla | Hiszpania  |
| 2000 | Santiago Botero         | Kolumbia   |
| 1993 | Claudio Chiappucci      | Włochy     |
| 1989 | Pascal Richard          | Szwajcaria |
| 1986 | Eduardo Chozas          | Hiszpania  |
| 1976 | Lucien Van Impe         | Belgia     |
| 1975 | Bernard Thévenet        | Francja    |
| 1973 | José-Manuel Fuente      | Hiszpania  |
| 1972 | Eddy Merckx             | Belgia     |
| 1965 | Joaquim Galera          | Hiszpania  |
| 1960 | Imerio Massignan        | Włochy     |
| 1958 | Federico Bahamontes     | Hiszpania  |
| 1956 | Valentin Huot           | Francja    |
| 1954 | Louison Bobet           | Francja    |
| 1953 | Louison Bobet           | Francja    |
| 1951 | Fausto Coppi            | Włochy     |
| 1950 | Louison Bobet           | Francja    |
| 1949 | Fausto Coppi            | Włochy     |
| 1948 | Gino Bartali            | Włochy     |
| 1947 | Jean Robic              | Francja    |
| 1939 | Sylvère Maes            | Belgia     |
| 1938 | Gino Bartali            | Włochy     |
| 1937 | Julián Berrendero       | Hiszpania  |
| 1936 | Sylvère Maes            | Belgia     |
| 1927 | Nicolas Frantz          | Luksemburg |
| 1926 | Bartolomeo Aymo         | Włochy     |
| 1925 | Bartolomeo Aymo         | Włochy     |
| 1924 | Nicolas Frantz          | Luksemburg |
| 1923 | Henri Pélissier         | Francja    |
| 1922 | Philippe Thys           | Belgia     |